# Usine de pâte à papier
Usine de pâte à papier è un cortometraggio muto del 1907. Il nome del regista non viene riportato nei credit.

## Produzione
Il film fu prodotto dalla Pathé Frères.

## Distribuzione
Distribuito dalla Pathé Frères, il film - un cortometraggio di 130 metri - uscì nelle sale francesi nel 1907.